# 스테레오검

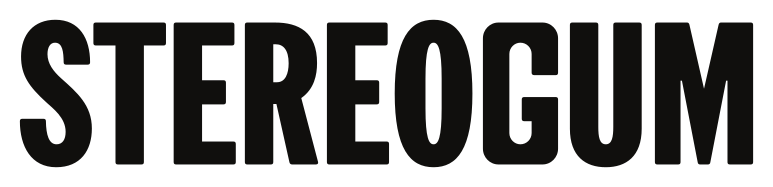
스테레오검의 로고

스테레오검(영어: Stereogum)은 음악에 관련된 뉴스나 리뷰, 인터뷰 및 다양한 글을 게재하는 웹사이트이다. 2002년 1월 스콧 라파틴이 만들었다.
스테레오검은 최초의 MP3 블로그 중 하나였으며 PLUG 올해의 음악 블로그상과 블렌더의 파워긱 25, 엔터테인먼트 위클리의 최우수 음악 웹사이트 등 여러 개의 상 또는 표창장을 받았다. 또한 웨비상에서 음악 부문 공식 수상자로 선정되었고, OMMA 상에서 엔터테인먼트/음악 부문을 수상하였다. 또한 빌리지 보이스의 올해의 음악 블로그 상도 2011년에 수상했다.

## 역사
사이트는 프랑스의 전자 음악 듀오 에르의 노래 "Radio #"에 들어간 가사에 들어간 '스테레오검'에서 이름을 따 만들어졌다.

## 올해의 음반
- 2009: 애니멀 컬렉티브 - “Merriweather Post Pavilion”
- 2010: 카니예 웨스트 - “My Beautiful Dark Twisted Fantasy”
- 2011: 걸스 - “Father, Son, Holy Ghost”
- 2012: 피오나 애플 - “The Idler Wheel...”
- 2013: 카니예 웨스트 - “Yeezus”
- 2014: 런 더 쥬얼스 - “RTJ2”
- 2015: 그라임스 - “Art Angel”
- 2016: 비욘세 - “Lemonade”
- 2017: 로드 - “Melodrama”
- 2018: 케이시 머스그레이브스 - “Golden Hour”
- 2019: 라나 델 레이 - “Norman Fucking Rockwell!”
- 2020: 피오나 애플 - “Fetch the Bolt Cutters”

## 음악 발매
2007년 7월, 스테레오검은 라디오헤드의 음반 “OK Computer”의 10주년을 기념하기 위해 컴필레이션 음반 “OKX”를 발매하였다. 도브맨, 뱀파이어 위켄드, 존 밴더슬라이스, 데이비드 바잔, 콜드 워 키즈, 마이 브라이티스트 다이아몬드, 마리사 나들러, 크리스 펑크, 디셈버리스트, 데스 캡 포 큐티의 크리스 왈라가 참여하였다.